# Elitloppet 1991
Elitloppet 1991 var den 40:e upplagan av Elitloppet, som gick av stapeln söndagen den 26 maj 1991 på Solvalla i Stockholm. Finalen vanns av den svensktränade hästen Peace Corps, körd och tränad av Stig H. Johansson Detta var Stig H. Johanssons fjärde seger i Elitloppet, med vilken han tangerade Johannes Frömmings dåvarande rekord på fyra segrar.
1991 års Elitlopp saknade fjolårets vinnare Mack Lobell, men blev istället en uppgörelse mellan de två svenska hästarna Peace Corps och Kit Lobell.

## Upplägg och genomförande
Elitloppet är ett inbjudningslopp och varje år bjuds 16 hästar som utmärkt sig in till Elitloppet. Hästarna lottas in i två kvalheat, och de fyra bästa i varje försök går vidare till finalen som sker 2–3 timmar senare samma dag. Desto bättre placering i kvalheatet, desto tidigare får hästens tränare välja startspår inför finalen. Samtliga tre lopp travas sedan 1965 över sprinterdistansen 1 609 meter (engelska milen) med autostart (bilstart). I Elitloppet 1991 var förstapris i finalen 1 150 000 kronor, och 150 000 kronor i respektive kvalheat.

## Kvalheat 1
| P | S | Häst            | Kusk              | Tränare             | Land    | Odds  | Tid    |
| - | - | --------------- | ----------------- | ------------------- | ------- | ----- | ------ |
| 1 | 4 | Peace Corps     | Stig H. Johansson | Stig H. Johansson   | Sverige | 1,30  | 1.12,3 |
| 2 | 5 | Nealy Lobell    | Johnny Takter     | Johnny Takter       | Sverige | 45,10 | 1.12,5 |
| 3 | 8 | Atas Fighter L. | Torbjörn Jansson  | Torbjörn Jansson    | Sverige | 15,70 | 1.12,6 |
| 4 | 1 | Beseiged        | Veijo Heiskanen   | John-Erik Magnusson | Sverige | 5,10  | 1.12,7 |
| 0 | 7 | Karate Chop     | Bo Näslund        | Bo Näslund          | Sverige | 9,60  | 1.12,7 |
| 0 | 3 | Slybowl Hanover | Pekka Korpi       | Pekka Korpi         | Finland | 34,90 | 1.12,7 |
| 0 | 6 | Bold Herbert    | Mickey McNichol   | Peter R. Blood      | USA     | 35,90 | 1.12,8 |
| 0 | 2 | Jet Ribb        | Hans G. Eriksson  | Per-Erik Eriksson   | Sverige | 23,00 | 1.13,0 |

## Kvalheat 2
| P | S | Häst               | Kusk              | Tränare           | Land      | Odds  | Tid      |
| - | - | ------------------ | ----------------- | ----------------- | --------- | ----- | -------- |
| 1 | 1 | Shogun Lobell      | Stig H. Johansson | Stig H. Johansson | Sverige   | 1,97  | 1.11,9   |
| 2 | 8 | Kit Lobell         | Berndt Lindstedt  | Berndt Lindstedt  | Sverige   | 18,50 | 1.12,2   |
| 3 | 3 | Brendy             | Willi Rode        | Willi Rode        | Tyskland  | 16,60 | 1.12,6   |
| 4 | 6 | Ultra Ducal        | Paul Viel         | Paul Viel         | Frankrike | 2,90  | 1.12,6ag |
| 0 | 4 | Mr Lucken          | Torbjörn Jansson  | Torbjörn Jansson  | Sverige   | 7,80  | 1.12,6   |
| 0 | 2 | Laser Almahurst    | Atle Hamre        | Atle Hamre        | Norge     | 38,30 | 1.12,6   |
| 0 | 5 | Yourworstnightmare | Lorenzo Baldi     | Lorenzo Baldi     | Italien   | 9,20  | 1.12,7   |
| 0 | 7 | Hearts Lobell      | Jorma Kontio      | Jorma Kontio      | Finland   | 41,90 | 1.13,9   |

## Finalheat
| P   | S | Häst            | Kusk              | Tränare             | Land      | Odds   | Tid    |
| --- | - | --------------- | ----------------- | ------------------- | --------- | ------ | ------ |
| 1   | 2 | Peace Corps     | Stig H. Johansson | Stig H. Johansson   | Sverige   | 1,41   | 1.12,2 |
| 2   | 3 | Kit Lobell      | Berndt Lindstedt  | Berndt Lindstedt    | Sverige   | 12,80  | 1.12,3 |
| 3   | 5 | Brendy          | Willi Rode        | Willi Rode          | Tyskland  | 109,40 | 1.12,5 |
| 4   | 7 | Ultra Ducal     | Paul Viel         | Paul Viel           | Frankrike | 7,00   | 1.12,6 |
| 5   | 4 | Nealy Lobell    | Johnny Takter     | Johnny Takter       | Sverige   | 53,30  | 1.12,6 |
| 0   | 6 | Beseiged        | Veijo Heiskanen   | John-Erik Magnusson | Sverige   | 32,90  | 1.12,8 |
| d   | 1 | Shogun Lobell   | Olle Goop         | Stig H. Johansson   | Sverige   | 3,70   | dug    |
| str | 8 | Atas Fighter L. | Torbjörn Jansson  | Torbjörn Jansson    | Sverige   | -      | -      |